# Naturhistorisches Museum Basel

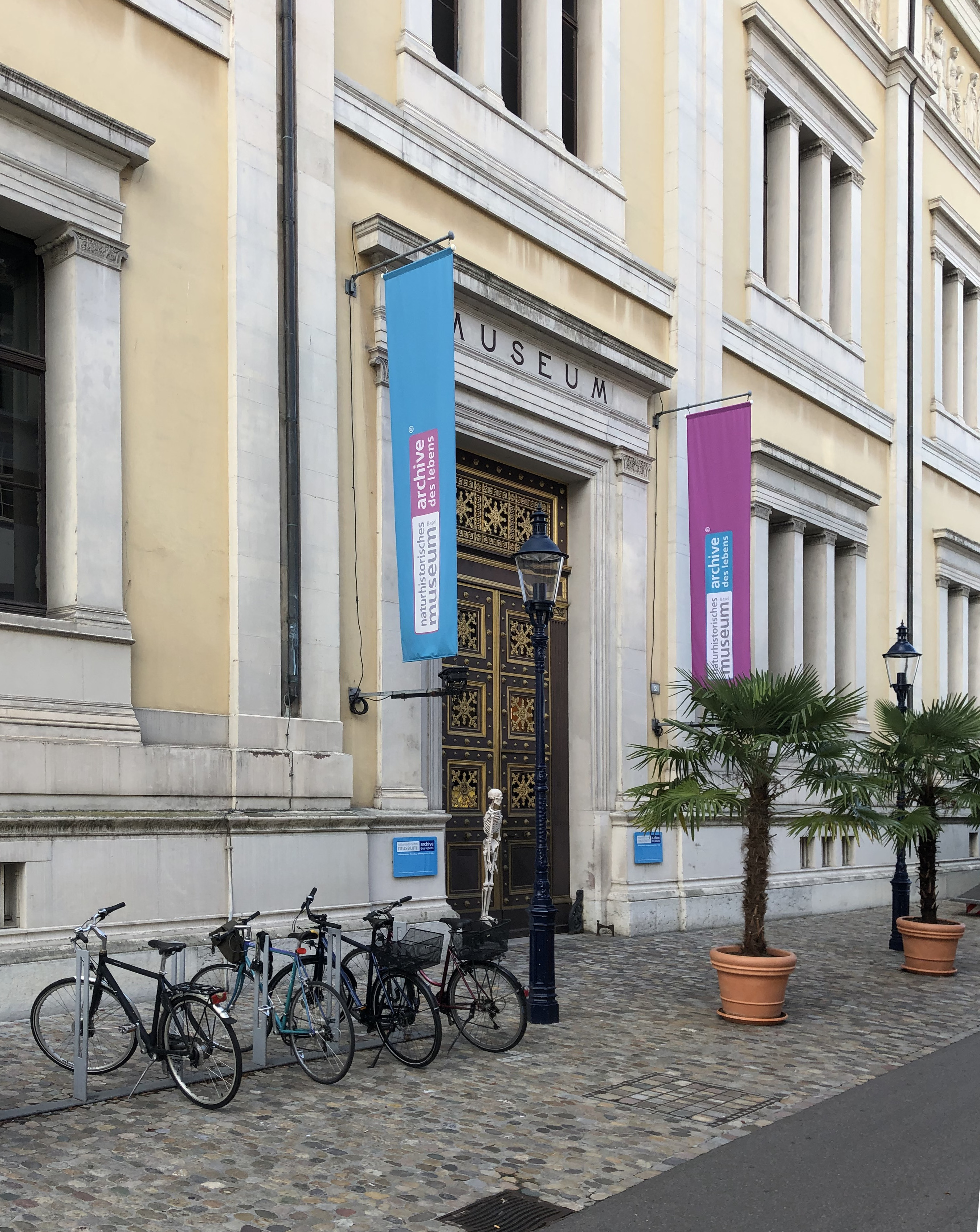
Eingangsbereich (2019)

Das Naturhistorische Museum Basel «Archive des Lebens» ist ein Naturkundemuseum in Basel. Es wurde 1821 gegründet und ist seit 1849 im damals eröffneten Museum an der Augustinergasse. Es deckt die meisten Bereiche der Naturwissenschaften ab. Sein Auftrag ist das Erweitern, Bewahren, Erforschen, Dokumentieren und Vermitteln der naturwissenschaftlichen Sammlungen. Direktor Hans Walter Schaub modernisierte von 1959 bis 1979 die Präsentation.

## Ausstellungen
Auf einer Fläche von rund 2100 m2 zeigt das Museum Dauerausstellungen zu verschiedenen Themen: Schauplatz Natur (Vögel, Säugetiere & Mineralien der Schweiz), Ammonit & Donnerkeil (Versteinerungen der Region Basel), Feuer & Wasser (Dynamik der Erde), Dino & Saurier (Dinosaurier & ihre Umwelt), Mammut & Säbelzahntiger (Evolution der Säugetiere), Tintenfisch & Schmetterlinge (Wirbellose Tiere), Quagga & Dodo (bedroht & ausgestorbene Arten), Wal & Fisch (Fische, Frösche und Reptilien), Schlupfloch (Entwicklung eines Schwalbenschwanzes vom Ei zum Falter). 
Sonderausstellungen, die naturwissenschaftliche Fragestellungen in einen zeitgemässen, aktuellen Kontext stellen, ergänzen die Dauerausstellung. So zum Beispiel mit dem Thema «Tiefsee» (2007/2008), «Die Fliegen» (2008/2009) «Messel, Urpferd & Co.» (2009/2010), «Knochenarbeit – wenn Skelette erzählen» (2011/2012), «Parasiten» (2014/2015), «Mumien – Rätsel der Zeit» (2016/2017), «Unterwegs im Ohr» (2018/2019) oder «Erde am Limit» (2020/2021). Immer wieder setzt das Museum Sonderausstellungen um, die Natur und Kunst miteinander verbinden; so etwa «Animatus» (2008) oder «Microsculpture. Levon Biss. Fotografien von Insekten» (2017). Das Museum zeigte schon mehrmals die vom Natural History Museum London entwickelte Wanderausstellung «Wildlife Photographer of the Year».

## Sammlungen
Das Museum wurde 1821 im Falkensteinerhof eröffnet, doch gehen die ältesten Sammlungen auf das Amerbachkabinett zurück. Dabei handelt es sich um eine Wunderkammer des 16. Jahrhunderts, die Stadt und Universität Basel 1661 erwarben und der Öffentlichkeit zugänglich machten.
Heute beherbergt das Naturhistorische Museum Basel über 11,8 Millionen Objekte. Die Sammlungen werden unter dem Titel «Archive des Lebens» aufbewahrt und laufend erweitert. Das Museum verwahrt zum Teil weltweit berühmte und einzigartige Schwerpunktsammlungen.
Das Sammlungsinventar umfasst:
- Wirbeltiere (rezent) ca. 95‘982 Objekte
- Wirbellose Tiere (rezent) ca. 5'637'500 Objekte
- Paläontologie ca. 5‘906‘400 Objekte
- Mineralogie ca. 125‘000 Objekte
- Anthropologie ca. 7‘800 Objekte
- Gewebeproben für genetische Analysen: im Aufbau
- DNA Extraktionen: im Aufbau

## Forschung
Rund 100 Mitarbeiter des Naturhistorischen Museums sind an anthropologischen, klassischen biowissenschaftlichen und geowissenschaftlichen Forschungsprojekten beteiligt, die national und international vernetzt sind. Daraus resultieren Jahr für Jahr mehrere Dutzend wissenschaftliche Arbeiten. Zugleich verfassen auswärtige Wissenschaftler immer wieder Publikationen über Objekte aus den Sammlungen des Museums.
In der Anthropologie werden die Lebensbedingungen und die Krankheitsgeschichte von Menschen untersucht, deren Skelette man bei verschiedenen Grabungen in der Stadt Basel gefunden hat, z. B. im alten Spitalfriedhof St. Johann. Hier wird auch die Mumie der Anna Catharina Bischoff aufbewahrt und untersucht, die 1975 bei Grabungen in der Barfüsserkirche gefunden worden war. Auch das Skelett von Theo dem Pfeifenraucher liegt hier. Es wurde 1984 bei Grabungen gefunden.
In der biowissenschaftlichen Forschung liegt der Schwerpunkt auf der Systematik, der Phylogenie, der Ökologie und der Naturschutzbiologie. Die geowissenschaftliche Forschung fokussiert auf die Evolution der Säugetiere (Systematik, Phylogenie, Biodiversität), die Foraminiferen sowie die Paläoökologie der früheren Meeresökosysteme.

## Gebäude
Das ausgesprochen monumentale Gebäude wurde 1842–1849 unter dem Architekten Melchior Berri als Museums- und Universitätsgebäude errichtet. 1848 schuf Johann Jakob Oechslin der allegorische Fries. Berri erhielt für diesen Bau, der als sein Hauptwerk gilt, einen Ehrendoktor der Universität Basel. Das Gebäude ist ein frühes Beispiel eines bürgerlichen Museums. Im Haupttreppenhaus sind drei Fresken von Arnold Böcklin zu sehen.
Im Mai 2019 bestätigte die Stimmbevölkerung des Kantons Basel-Stadt, dass das Museum gemeinsam mit dem Staatsarchiv Basel-Stadt in einen Neubau auf dem Areal des Bahnhofs Basel St. Johann ziehen soll. Geplanter Bezugstermin ist 2026.